# Brevipalpus mallorquensis
Brevipalpus mallorquensis är en spindeldjursart som beskrevs av Pritchard och Baker 1958. Brevipalpus mallorquensis ingår i släktet Brevipalpus och familjen Tenuipalpidae. Inga underarter finns listade.